# Michael Dobbs
Pour les articles homonymes, voir Dobbs.
Michael Dobbs (né le 14 novembre 1948) est un homme politique et un écrivain britannique. Il est membre du Parti conservateur.

## Biographie
Michael Dobbs naît le 14 novembre 1948 à Cheshunt, Hertfordshire. Il est le fils d'Eric et Eileen Dobbs.

### Études
Il fait des études à la Hertford Grammar School, à la Cheshunt Grammar School et à Christ Church. Il obtient son diplôme de cette dernière institution en 1971.
Par la suite, Dobbs déménage aux États-Unis et fréquente la Fletcher School of Law and Diplomacy de l'université Tufts de Medford (Massachusetts). Il termine son doctorat en 1977. Sa thèse s'intitule China and SALT: Dragon Hunting in a Multinuclear World.

### Engagement politique
Dobbs retourne en Angleterre et travaille à Londres pour le Parti conservateur. De 1977 à 1979, il est conseiller de Margaret Thatcher, qui est alors leader de l'opposition. De 1979 à 1981, il rédige des discours pour les conservateurs, puis est conseiller spécial du gouvernement de 1981 à 1986. De 1986 à 1987, il est Chief of staff (en).

### Écrivain
Michael Dobbs commence sa carrière d'écrivain en 1989 avec la publication de House of Cards, premier d'une série de trois romans mettant en scène le personnage de Francis Urquhart. L'année suivante, le roman est adapté en série télévisée: House of Cards, qui reçoit 14 nominations aux British Academy of Film and Television Arts et remporte deux prix BAFTA. L’œuvre est à nouveau adaptée en 2013, cette fois dans un contexte américain. Dobbs est producteur exécutif de cette dernière.

## Œuvres
- (en) Michael Dobbs, House of Cards, Londres, Collins, juillet 1989, 383 p., 24 cm (ISBN 0-00-223450-5, LCCN 91108663)Édition originale.
  - Michael Dobbs (trad. de l'anglais par Frédéric Le Berre), House of Cards [« House of Cards »], Paris, Bragelonne, coll. « Thriller », 20 août 2014, 406 p., 24 cm (ISBN 978-2-35294-795-0, BNF 43882281)
- (en) Michael Dobbs, To Play the King, Londres, HarperCollins, 1993, 315 p., 18 cm (ISBN 0-00-647164-1, LCCN 96121016)Édition au format de poche.
  - Michael Dobbs (trad. de l'anglais par Frédéric Le Berre), Échec au roi [« To Play the King »], Paris, Bragelonne, coll. « Thriller », 18 mars 2015, 353 p., 24 cm (ISBN 978-2-35294-835-3, BNF 44294948)
- (en) Michael Dobbs, The Final Cut, Londres, HarperCollins, janvier 1995, 377 p., 25 cm (ISBN 0-00-224279-6, LCCN 95189756)Édition originale.
  - Michael Dobbs (trad. de l'anglais par Frédéric Le Berre), Coup de grâce [« The Final Cut »], Paris, Bragelonne, coll. « Thriller », 18 novembre 2015, 497 p., 24 cm (ISBN 978-2-35294-890-2, BNF 44456935)